# Благодарные деревни

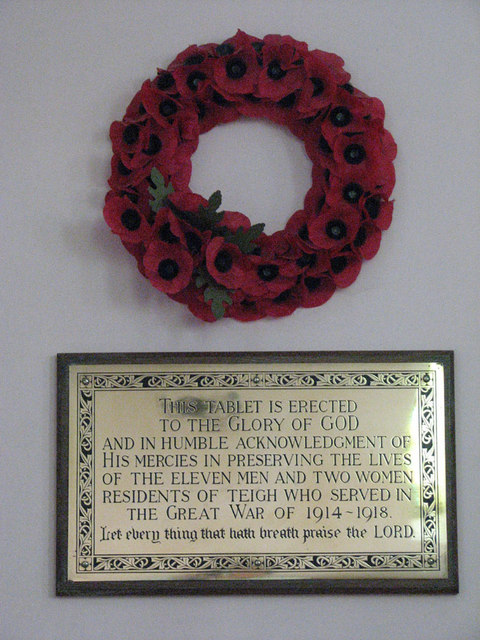
Мемориальная табличка в приходской церкви деревни Тей (деревня)

«Благодарные деревни» (англ. Thankful Villages), также известные как «благословенные деревни» (англ. Blessed Villages; валл. Pentrefi Diolchgar) — населённые пункты в Англии и Уэльсе, все жители которых вернулись домой с Первой мировой войны. Понятие «благодарная деревня» популяризировал писатель Артур Ми в 1930-х годах. Во вступительном томе Enchanted Land (1936) к серии путеводителей The King's England, он писал, что «благодарная деревня» — это деревня, не потерявшая на войне ни одного человека, потому что все, кто ушёл служить, снова вернулись домой. В первоначальном списке, составленном Артуром Ми, было всего 32 такие деревни из десятков тысяч населённых пунктов Великобритании.
В октябре 2013 года исследователи насчитали 53 общины в Англии и Уэльсе, в которые с войны вернулись все военнослужащие. В Шотландии и Ирландии (в то время вся Ирландия была частью Соединенного Королевства) не выявлено ни одной подобной деревни.
Четырнадцать английских и валлийских деревень считаются «дважды благодарными», так как не потеряли своих жителей и во время Второй мировой войны. В приведённом ниже списке они выделены курсивом (для трёх из 17 указанных «дважды благодарных деревень» факт достоверно не подтверждён).

## Список «благодарных деревень»
Список разделён для Англии и Уэльса, деревни перечислены по графствам, расположенным в алфавитном порядке. В список вошло несколько потенциальных «благодарных деревень», для которых имеется неуверенность, как правило, касающаяся места проживания военнослужащих.

### Англия
Бакингемшир
- Сток-Хаммонд[англ.]

Глостершир
- Аппер-Слотер[англ.]
- Колн-Роджерс[англ.]
- Литл-Содбери[англ.]

Дарем
- Ханстенуорт[англ.]

Дербишир
- Брадборн[англ.]

Дорсет
- Лангдон-Эрринг[англ.]

Йоркшир
- Кандолл[англ.]
- Катуик[англ.]
- Нортон-ле-Клэй[англ.]
- Скратон[англ.]
- Хелперторп[англ.]

Камберленд
- Осби[англ.]

Кембриджшир
- Тофт[англ.]

Кент
- Ноултон[англ.]

Корнуолл
- Геродсфут[англ.]

Ланкашир
- Аркхолм[англ.]
- Незер-Келлет[англ.]

Лестершир
- Ист-Нортон[англ.]
- Саксби[англ.]
- Стреттон-эн-ле-Филд[англ.]

Линкольншир
- Бигби[англ.]
- Минтинг[англ.]
- Оллингтон[англ.][5]
- Фликсборо[англ.]
- Хай-Тойнтон[англ.]

Нортгемптоншир
- Вудэнд[англ.]
- Ист-Карлтон[англ.]

Нортумберленд
- Мелдон[англ.]

Ноттингемшир
- Вайзол[англ.]
- Кромвелл[англ.]
- Маплбек[англ.]
- Уигсли[англ.]

Ратленд
- Тей[англ.]

Сомерсет
- Вулли[англ.]
- Родни-Сток[англ.]
- Стоклинч[англ.]
- Теллисфорд[англ.]
- Холиуэлл-Лейк[англ.]
- Челвуд[англ.]
- Челтри[англ.]
- Шапуик[англ.]
- Эйшолт[англ.]

Стаффордшир
- Баттертон[англ.]

Суссекс
- Ист-Уиттеринг[англ.]

Суффолк
- Калфо[англ.]
- Сент-Майклз[англ.]

Хартфордшир
- Путтенем[англ.]

Херефордшир
- Мидлтон-он-зе-Хилл[англ.]
- Нилл[англ.]

Шропшир
- Харли[англ.]

Эссекс
- Стретхолл[англ.]

### Уэльс
Гламорган
- Колвинстон[англ.][6]

Кередигион
- Лланфихангель-и-Круддин[англ.][6]

Пембрукшир
- Хербрандстон[англ.][6]

Тавернспайт в Пембрукшире был назван четвертой «дважды благодарной деревней» Уэльса.

## Франция
Во Франции, где человеческие жертвы войны были выше, чем в Британии, только в 12 деревень во всей Франции вернулись с войны все жители. Одна из них, Тьервиль (фр.) в Верхней Нормандии также не понесла потерь во Франко-прусской и Второй мировой войнах.

## В культуре
3 июня 2016 года певец и автор песен Даррен Хейман выпустил первый из трёх альбомов, написанных в «благодарных деревнях». Песни посвящены 54 деревням, включая Уэлбери в Северном Йоркшире, которой нет среди 53 перечисленных выше.